# František Filip (spisovatel)
František Filip (20. února 1904 Jamné nad Orlicí – 9. února 1957 Brno), známý pod přezdívkou Bezruký Frantík, byl český tělesně postižený spisovatel.

## Život

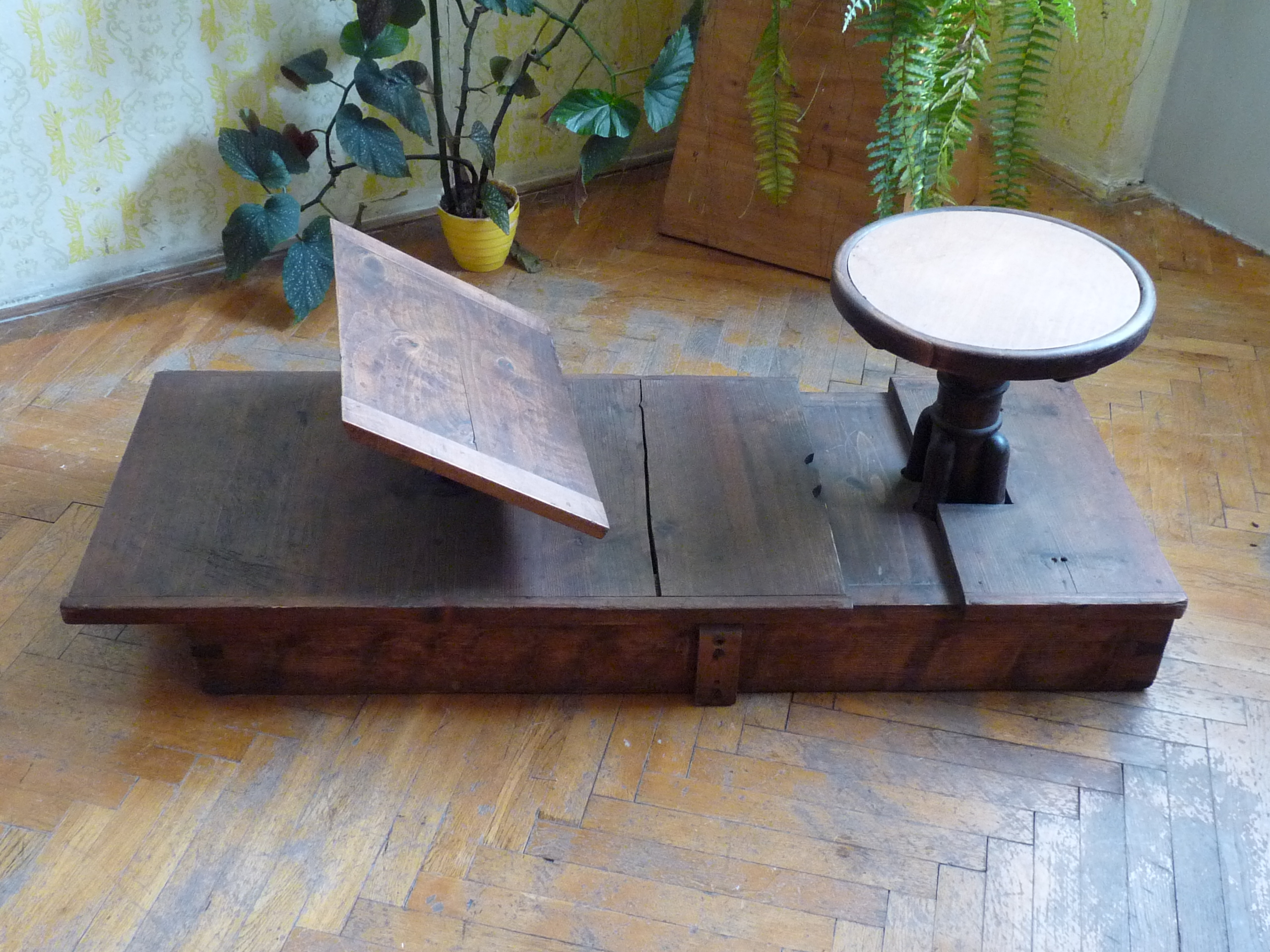
Školní lavice Františka Filipa z obecné školy v Jamném nad Orlicí.

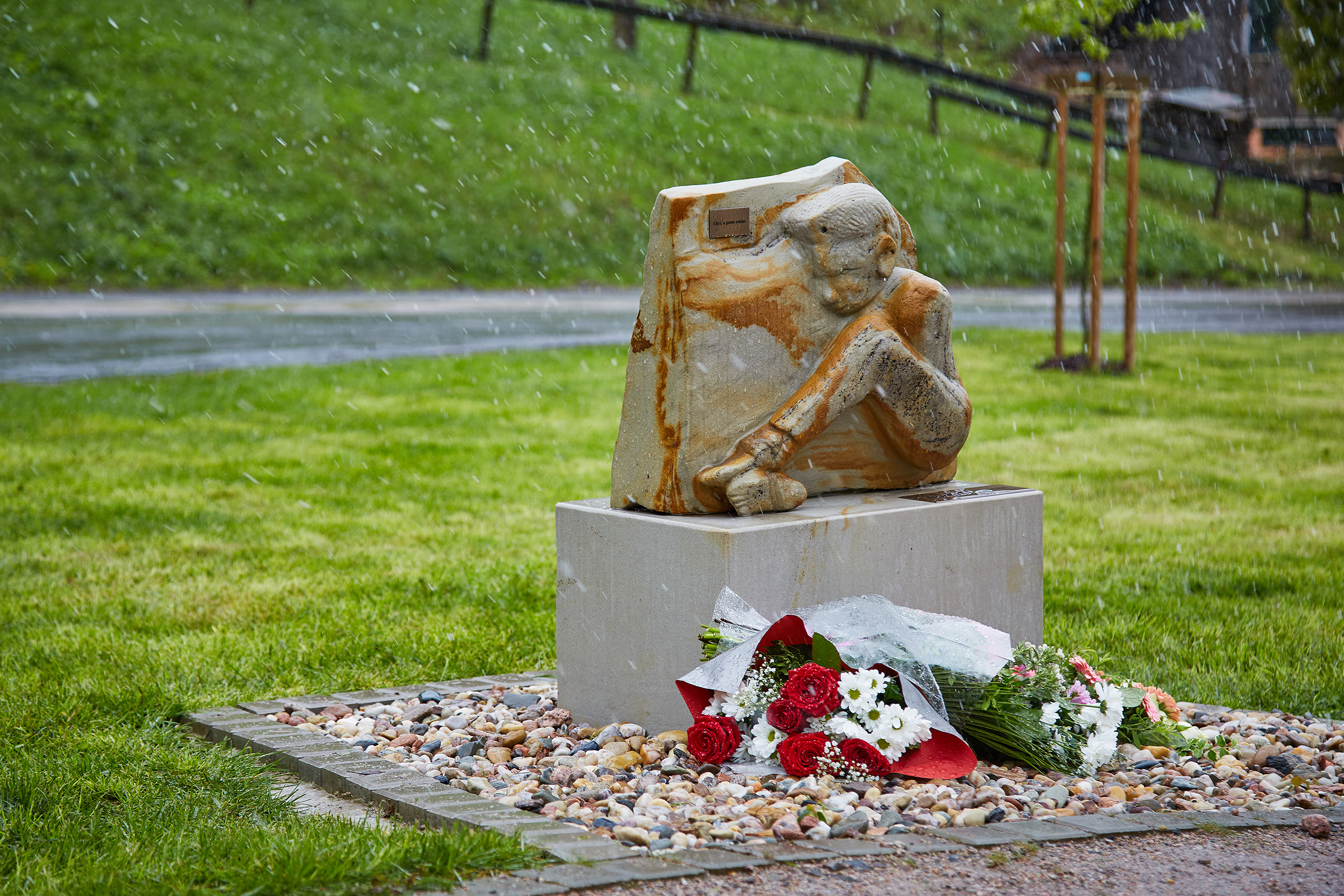
Socha Bezrukého Frantíka v parku Bezrukého Frantíka v Jamném nad Orlicí

Narodil se v Orlických horách v obci Jamné nad Orlicí jako syn Štěpána a Mariany Filipových. Narodil se bez obou horních končetin a byl svým okolím považován za chudáčka. Měl však štěstí na lidi, kteří mu pomohli prožít svůj život co nejlépe. Řídící učitel Cita v jamenské škole ve spolupráci s tamním lékařem a školním radou vymyslel školní lavici, v níž se mohl František naučit psát nohama. Podobala se dřevěnému bobu s kulatým sedátkem jako u piána, v úrovni nohou byla jakoby velká rozevřená kniha. Lavice je dnes uložena na místním obecním úřadě. Patřil mezi první chovance Jedličkova a posléze Bakulova ústavu. Rychle se sžil s prostředím ústavu i s kolektivem postižených dětí. Jeho přísný a náročný učitel pan Bakule jej motivoval heslem: Chci a proto umím!
František Filip úspěšně absolvoval obchodní školu, napsal knížku Bezruký Frantík píše o sobě, a je i autorem mnoha novinových článků. Naučil se nohama psát na školní tabuli, pít kávu ze šálku, zapínat si knoflíček u límce košile, plést košíky, štupovat ponožky, psát nohama na psacím stroji, řídit osobní automobil a mnoho dalších činností. Při zájezdu dětí Jedličkova ústavu po Spojených státech překvapoval osobnosti, se kterými se setkal tím, že při setkání si zul botu a podal dotyčnému nohu. Tak učinil i při setkání s prezidentem[zdroj?], který s ledovým klidem jeho končetinu přijal. V USA byl velmi populární, neboť při cestách předváděl své umění cvičených nohou na veřejnosti a tím si získal u Američanů velkou oblibu. Během 1. světové války pomáhal zmrzačeným vojákům při jejich adaptaci do nového života s postižením. Překvapoval svojí vitalitou a psychickým klidem s jakým zvládal, i pro zdravého, složité životní situace.
Byl známou postavou první republiky, cestoval po celé republice a ukazoval své umění provádět běžné lidské činnosti jen nohama. Díky své houževnatosti se vymanil osudu strádajícího žebráka a stal se podnikatelem. Po komunistickém převratu v roce 1948 mu byla představení zakázána a žilo se mu pak obtížně. O roce 1948 prohlásil „Pak už jsem nebyl pan podnikatel, ale jenom mrzák.“ Zemřel 9. února 1957 v Brně, jedenáct dní před svými 53. narozeninami.
„Bezruký Frantík“ je zmíněn ve filmu Jak svět přichází o básníky postavou starého Valeriána (František Filipovský).
V roce 2019 pražské Divadlo pod Palmovkou uvedlo hru Tomáše Dianišky Bezruký Frantík inspirovánu životem Františka Filipa.
Život Františka Filipa byl zpracován i v rozhlasové hře Tomáš Dianiška – Igor Orozovič: Bezruký Frantík, Bezruký Frantík. Černo-černá groteskní komedie inspirovaná skutečností. Příběh tělesně postiženého tvrdohlavého kluka, který usiluje o vymanění se z daného osudu i prostředí a který je nucen na pozadí novodobých českých dějin svádět veliký zápas o lidskou důstojnost. Rozhlasová úprava a režie Tomáš Dianiška. Hudba Igor Orozovič a Ivan Acher. Dramaturgie Lenka Veverková. Účinkují: Samuel Budiman, Jakub Albrecht, Igor Orozovič, Tereza Dočkalová, Adam Vacula, Alois Švehlík, Miroslav Hanuš, Radek Valenta, Ivana Wojtylová, Zdeněk Ratajský, Nataša Bednářová, Barbora Kubátová, Ladislav Hampl, Petr Jeništa, Antonín Kracík, Matěj Havelka, Nina Rudišová, Daniel Vano, Matěj Josef Trejtnar, Izabela Schenková, Tomáš Dianiška, Maria Leherová, Rosalie Malinská, Vendelín Urban, Jakub Kalián, Gabriella Farr, Jaroslav Blažek a Hynek Tajovský.
V roce 2024 k příležitosti 120. výročí narození Františka Filipa (Bezrukého Frantíka) obec Jamné nad Orlicí uspořádala vzpomínkový Frantíkův den. Při této události došlo k setkání rodin potomků a příbuzných Františka Filipa. Oficiální program zahájil křest sochy Bezrukého Frantíka, kterou obci daroval její tvůrce Jan Šebek a která je umístěna v parku dnes již nesoucího jméno Park Bezrukého Frantíka.